# 焦科·羅西奇
焦科·羅西奇（Đorđe "Đoko" Rosić, Dzhoko Rosich，1932年2月28日—2014年2月22日），是一名塞尔维亚-保加利亚演员。他在塞尔维亚和匈牙利都很有名，曾经出演过《伊索》、《大卡车》、《Captain Petko Voivode》、《可汗的光荣》、《暴政时期》。
2014年2月，他因为头部肿瘤手术后的综合征去世，享年81岁。